# Dionigi Tomaj
Dionigi (II) dei Tomaj (in ungherese Tomaj nembeli Dénes; fl. 1216 – 11 aprile 1241) fu un influente nobile ungherese vissuto nella prima metà del XIII secolo che rivestì la carica di palatino d'Ungheria sotto re Béla IV dall'anno 1235 al 1241, anno della sua morte in concomitanza della battaglia di Mohi.

## Biografia

### Origini
Dionigi (II) discendeva dalla famiglia nobiliare dei Tomaj, di origine pecenega, una stirpe che discendeva dal capo Tonuzoba, stabilitosi con il suo popolo nel principato d'Ungheria durante il regno di Taksony nella metà del X secolo. L'antenato eponimo dei Tomaj, nipote di Tonuzoba, visse al tempo del re Stefano I d'Ungheria (al potere dal 1000 al 1038) e i primi territori posseduti dalla famiglia si trovavano nel comitato di Heves, benché in seguito fossero stati acquisiti dei feudi anche nei comitati di Zala, Szabolcs e Szolnok.
Suo padre era Dionigi (I), di cui si conosce solo il nome. Aveva tre fratelli, Privarto (Pelbárt), Csák e forse Urkund (Örkénd o Örkény). Il matrimonio di Dionigi (II) con una nobildonna non identificata diede alla luce quattro figli: Üne (I), Samud, Dionigi (III) (capostipite delle potenti famiglie nobiliari dei Losonci e dei Bánffy de Losoncz) e Nicola (I), progenitore delle famiglie aristocratiche, sia pur di spicco minore, dei Tomaji e dei Bezdédi.

### Albori in politica
Sin dai primi momenti in cui iniziò a rientrare nei circoli politici più influenti, Dionigi si schierò a sostegno del re Andrea II d'Ungheria. Il suo nome viene menzionato per la prima volta quando servì come maestro della cavalleria dal 1222 al 1224. In seguito, fu nominato maestro della tesoro nel 1224, subentrando a un suo omonimo, Dionigi, figlio di Ampud. Svolse questa funzione fino al 1231, amministrando anche il comitato di Szolnok almeno tra il 1228 e il 1230. La posizione da lui ricoperta dimostra che il comitato di Szolnok non faceva parte dei domini personali del figlio di re Andrea, Béla, duca di Transilvania (quest'ultimo, ostile alle politiche riformiste avviate dal padre, fu trasferito dalla Slavonia alla Transilvania come una sorta di "esilio interno" nel 1226).
Per la sua lealtà, a Dionigi furono concessi i villaggi di Széplak e Gyeke nel comitato di Kolozs (oggi Goreni e Geaca, in Romania, rispettivamente) da Andrea II nel 1228. Prima di allora, entrambi gli insediamenti erano stati confiscati a Simone Kacsics a causa del suo presunto coinvolgimento nell'assassinio della regina Gertrude di Merania. Malgrado i feudi appartenessero al duca Béla, Andrea le donò comunque con la conoscenza e il consenso del duca, il quale aveva un rapporto teso con suo padre. Dionigi divenne gradualmente un importante feudatario in Transilvania. Nello stesso periodo, invitò e insediò artigiani sassoni a Szászrégen (oggi Reghin, in Romania). Possedeva anche Idecs (la moderna Ideciu de Jos, Romania) (in seguito i Losonci vi costruirono un forte). Acquistò inoltre delle terre nel comitato di Nógrád intorno al 1230, forse dalla fortuna dei Kacsics. Uno degli insediamenti, Losonc (odierna Lučenec, in Slovacchia) e quanto si trovava in un raggio immediatamente circostante divenne il luogo di residenza eponimo dei suoi discendenti. È possibile che Dionigi o il figlio omonimo costruirono il castello di Divény (oggi Divín, in Slovacchia). Possedeva anche la vicina Gács (oggi Halič, in Slovacchia), dove i suoi discendenti eressero un castello in pietra.
Dopo il 1228, Dionigi Tomaj sviluppò gradualmente un buon rapporto con il duca Béla, che assunse il potere nel consiglio reale dopo un'altra ondata di insoddisfazione in quell'anno, quando Andrea II fu costretto ad autorizzare suo figlio a rivedere le sue precedenti concessioni terriere in tutta l'Ungheria. È plausibile che Dionigi avesse sostenuto quest'intenzione nel comitato di Szolnok e nelle aree circostanti in Transilvania, e non avesse avuto conflitti con il duca. Andrea II riacquistò influenza sul consiglio reale nel 1231, espellendo i sostenitori del duca Béla dal governo. Il sovrano sospese la revisione delle donazioni reali e ripristinò le sue riforme finanziarie. Dionigi, a causa della sua "politica bipolare", perse anche il suo ufficio e la sua influenza politica per anni. Dionigi Tomaj scompare dalle fonti nel periodo tra il 1231 e il 1235. La storiografia meno recente ha affermato erroneamente che Dionigi Tomaj corrispondesse all'aristocratico omonimo, il quale agì in veste di voivoda di Transilvania tra il 1233 e il 1234. Tuttavia, lo storico Attila Zsoldos ha dimostrato che il fedele sostenitore e l'amico d'infanzia Dionigi Türje ricoprì tale carica nello stesso periodo.

### Palatino d'Ungheria
Poco prima della morte di Andrea, Dionigi Tomaj fu nominato palatino d'Ungheria a cavallo tra il 1234 e il 1235. Dionigi era stato già investito del titolo poco dopo il marzo del 1235. Sulla base di un sigillo frammentato, lo storico Mór Wertner ha ritenuto che egli avesse rimpiazzato Dionigi, figlio di Ampud, in quella posizione ancora nel 1234. È plausibile che il duca Béla avesse praticamente preso il controllo del paese prima della morte del padre malato. Esiste anche una ricostruzione alternativa secondo cui Andrea II, con la nomina di Dionigi, la cui figura era vista come un compromesso tra padre e figlio, cercò di facilitare la transizione e moderare la rabbia di Béla nei confronti dei sostenitori leali del re. Tuttavia, Dionigi evitò di eseguire una purga politica e delle ritorsioni, a differenza di molti altri, dopo l'ascesa di Béla al trono magiaro nel settembre 1235. Oltre alla dignità più prestigiosa in Ungheria, Dionigi ricoprì nuovamente la carica di ispán del comitato di Szolnok tra il 1235 e il 1241. Un singolo documento lo definisce anche ispán del comitato di Bihar nel novembre del 1236 (plausibilmente ricoprì la carica per un breve periodo nel 1235-1236). Poco dopo la sua nomina, Andrea donò una mezza porzione di un feudo, Kozár, nel comitato di Szolnok a Dionigi. Su istruzione di Béla IV, Dionigi svolse una missione diplomatica «oltre le Alpi», ossia in Italia, nel 1239. È presumibile che si fosse recato nella città di Roma, in quanto in quell'anno, papa Gregorio IX, autorizzò il monarca ungherese a impiegare ebrei e musulmani (Böszörmény) nell'amministrazione finanziaria reale, in cambio della rinuncia di Béla alla ripresa delle terre della corona.
Nella prima metà del XIII secolo, Dionigi Tomaj emise il maggior numero di diplomi palatini fino alla riforma istituzionale di Rolando Rátót e se ne conoscono diciotto statuti con il testo completo, tredici dei quali documenti originali (ovvero non trascritti su documenti terzi o ricopiati). Oltre a essi, si contano pure altri documenti e due note del Regestrum Varadinense, che possono essere collegati alla sua attività giudiziaria. I suoi vice-palatini o "vice-giudici palatini" furono Endre o Andrea (1235) e più tardi Alberto Bogátradvány (1236-1239), mentre il suo notaio fu Mattia Ermanno nel 1239. Da quando Dionigi cominciò a rivestire l'incarico, i balivi palatini (pristaldus) iniziarono a essere definiti «homo noster» ("il nostro uomo"), soppiantando il termine precedente all'inizio del XIV secolo. Diversi membri dei suoi balivi provenivano dalla famiglia dei Rosd, una discendenza di funzionari.
Il nobile non poteva contare su una corte palatina permanente, tanto che le controversie giudiziarie in corso venivano sindacate direttamente in loco dove si verificavano. La sua attività come paciere si estendeva in vari angoli del regno, tanto che emise delle sentenze nei comitati di Bihar (forse nel 1235), Hont, Zala (1236), Pozsony (1237) e Szatmár (1239). Per eseguire le sue attività, Dionigi si presentava negli insediamenti in orari prestabiliti, in maniera tale che querelanti e imputati potessero trovarlo, come testimonia una causa svoltasi nel 1236 nel comitato di Zala e inerente a futuro prelato Zlaudus Ják. L'attività di Dionigi fu in gran parte contraddistinta dalle questioni avanzate dall'abbazia di Pannonhalma e dal suo energico abate Uros. Quando Béla IV concesse asilo ai rifugiati cumani giunti alle porte dell'Ungheria in fuga dall'invasione mongola nel 1239, il re nominò gli stranieri sotto la giurisdizione diretta di Dionigi Tomaj. Lo storico Tibor Szőcs ha sostenuto che Dionigi, in modo insolito e contrariamente ai suoi successori, deteneva degli ispanati nell'Ungheria orientale oltre alla sua carica di palatino; siccome essa si sviluppava vicino alle terre delle tribù cumane, Dionigi poteva pertanto dirsi una sorta di giudice dei cumani.
Nel 1239-1240, Dionigi Tomaj intendeva fondare un'abbazia cistercense a Dénesvölgye (in latino Vallis Dyonisii, letteralmente la "valle di Dionigi") lungo il torrente Tugár (Tuhár) presso l'insediamento omonimo (in Slovacchia), a nord-ovest della signoria di Losonc. Il capitolo generale dei cistercensi ordinò all'abbazia di Szepes (o Savnik) di inviare monaci al monastero appena eretto nel 1240. Il documento specifica inoltre che, qualora ciò non fosse avvenuto, Dénesvölgye sarebbe diventata una succursale dell'abbazia di Morimond, la quale avrebbe garantito un numero di chierici adeguato. Tuttavia, il processo di fondazione subì una paralisi a causa dell'invasione mongola e della morte di Dionigi nella primavera del 1241. Decenni più tardi, i suoi figli terminarono la costruzione dell'abbazia dedicata a Santo Stefano I d'Ungheria. Tuttavia, invitarono i frati Benedettini al posto dei cistercensi nel monastero appena eretto.

### Invasione mongola e morte
(Ruggero di Puglia, Carmen miserabile super destructione regni Hungariae per Tartaros)
Dopo il sacco di Kiev e la disintegrazione della Rus' di Kiev nel dicembre del 1240, i mongoli si radunarono nelle terre al confine tra Ungheria e Polonia sotto il comando di Batu Khan. Il consiglio reale magiaro venne a conoscenza degli sviluppi militari intorno al Natale. I mongoli chiesero a Béla di sottomettersi al loro khaghan Ögödei, ma il sovrano ungherese si rifiutò di cedere e decise di fortificare i passi di montagna lungo il confine orientale. All'inizio di gennaio del 1241, Béla IV inviò Dionigi Tomaj e il suo banderium (un corpo d'élite) a proteggere il passo Verecke (noto anche come Porta Rus' e corrispondente al passo Veretskji, compreso nei confini dell'Ucraina), il più importante passo naturale dei Monti Carpazi nordorientali. Anche le guardie di confine locali delle gyepűelve si unirono alle truppe di Denis. I Mongoli decisero di ostacolare l'attività di ricognizione di Denis saccheggiando e incendiando la zona di confine tra l'Ungheria e la Galizia.
Béla IV convocò un consiglio di guerra a Buda nella metà di febbraio del 1241. La Carmen miserabile super destructione regni Hungariae per Tartaros di Ruggero di Puglia narra che Dionigi inviò dei corrieri all'incontro, che arrivarono all'inizio di marzo 1241 e riferirono che i mongoli avevano raggiunto il passo di Verecke e demolito le barricate, e il palatino non sarebbe stato in grado di opporsi a loro in battaglia per via delle sparute truppe sotto i suoi ordini concesse del re e dall'esercito dei comitati circostanti. Il 12 marzo 1241, il principale contingente dell'esercito mongolo guidato da Batu e Subutai irruppe in Ungheria dopo aver demolito con la forza le barricate di legno con i loro quarantamila uomini armati di ascia russi, secondo la Historia Salonitana di Tommaso Arcidiacono. I mongoli annientarono le forze di difesa di circa 5 000 soldati guidati da Dionigi Tomaj, il quale, gravemente ferito, riuscì a fuggire solo con pochi uomini e si affrettò a raggiungere Buda per riferire della sua disfatta e dell'inizio dell'invasione mongola al re ungherese. In seguito, Dionigi rimase nell'accampamento reale che marciò verso Pest sulla riva sinistra del Danubio e poi verso il fiume Sajó. Dionigi Tomaj fu ucciso nella battaglia di Mohi l'11 aprile 1241.